# Resolutie 331 Veiligheidsraad Verenigde Naties
Resolutie 331 van de Veiligheidsraad van de Verenigde Naties werd met unanimiteit van stemmen aangenomen op 20 april 1973. De Veiligheidsraad vroeg secretaris-generaal Kurt Waldheim een rapport op te stellen over alles wat de Verenigde Naties hadden ondernomen in verband met de situatie in het Midden-Oosten sinds de Zesdaagse Oorlog in 1967.

## Achtergrond
Tijdens de Zesdaagse Oorlog had Israël de Sinaï, de Golanhoogten, de Shebaa-boerderijen en de Westelijke Jordaanoever bezet. Egypte startte een uitputtingsoorlog om de Sinaï terug te krijgen, maar dat mislukte.
Begin jaren 1970 schond Israël met regelmaat de soevereiniteit van buurland Libanon, waar de Palestijnse Bevrijdingsorganisatie (PLO) was gebaseerd. De Veiligheidsraad had Israël daarvoor al verschillende keren veroordeeld, maar het land legde die resoluties telkens naast zich neer.
In april 1973 had Libanon opnieuw klacht ingediend tegen Israël. Egypte stelde voor een uitgebreid rapport te vragen aan de secretaris-generaal over alles dat de VN hadden gedaan om de resoluties te doen uitvoeren, alvorens de kwestie verder te behandelen. Men wilde weten of het vredesproces vastzat. De klacht van Libanon kaderde in een groter probleem dat volgens Egypte niet kon worden opgelost door de militaire en financiële steun van de Verenigde Staten aan Israël, die de bezettingen aanmoedigde.
Op 18 mei diende secretaris-generaal Waldheim het gevraagde rapport in. Hij bevestigde dat de onderhandelingen in een impasse zaten. Er waren grote inspanningen geleverd, maar die hadden weinig opgeleverd.
Begin oktober zouden Egypte en Syrië hun door Israël bezette grondgebied binnenvallen, de Jom Kipoer-oorlog.

## Inhoud
De Veiligheidsraad had de verklaring van de Minister van Buitenlandse Zaken van Egypte gehoord.
Secretaris-generaal Waldheim werd gevraagd om zo snel mogelijk een volledig rapport in te dienen over alle inspanningen van de Verenigde Naties inzake de situatie in het Midden-Oosten sedert juni 1967.
Er werd besloten te vergaderen over de situatie na de indiening van het rapport. De secretaris-generaal werd gevraagd om zijn speciale vertegenwoordiger beschikbaar te houden tijdens deze vergaderingen.
Lijst ·  325 ·  326 ·  327 ·  328 ·  329 ·  330 ·  331 ·  332 ·  333 ·  334 ·  335 ·  336 ·  337 ·  338 ·  339 ·  340 ·  341 ·  342 ·  343 ·  344